# Sonification
La sonification est la représentation et l’émission de données sous forme de signaux acoustiques non verbaux aux fins de la transmission ou de la perception d’information (à ne pas confondre avec l'ultrasonification utilisée en sonochimie).

## Développement
En raison des contraintes de temps qui vont croissant et de la nécessité de percevoir un nombre élevé de phénomènes simultanément, la sonification constitue une alternative ou un complément intéressant aux techniques de représentation visuelles d’information, et elle gagne en importance dans diverses disciplines. À l’instar de la visualisation, la sonification trouve des applications scientifiques, industrielles, didactiques, esthétiques et artistiques. Elle permet à un individu de percevoir par voie auditive des structures, de se représenter des relations (p. ex. des relations de causalité) ou d’identifier et suivre certaines règles. En particulier, la sonification est particulièrement attrayante dans les situations où une attention continue sur un phénomène est requise. Deux exemples concrets connus de tous sont en médecine les appareils de mesure des fonctions vitales, et en construction automobile les signaux sonores d’excès de vitesse ou de niveau de jauge d’essence. Dans ces deux domaines, la sonification est un complément à la visualisation (p. ex. le compteur de vitesse). Une des applications les plus anciennes de sonification fut le compteur Geiger, dont la fréquences des signaux augmente avec l’intensité du rayonnement ionisant alentour. De nos jours la sonification trouve notamment de plus en plus une application dans les interfaces homme-machine.
Toutefois, en raison du vaste champ d’application potentiel encore inexploré, il y a lieu de considérer la sonification comme une méthode d’exploitation et de modélisation de données scientifiques encore en phase de développement.

## Disciplines connexes
La sonification a une nature interdisciplinaire et fait recours entre autres aux disciplines suivantes :
- l’ingénierie du son ;
- l’informatique / cybernétique ;
- les arts, en particulier les arts interactifs ;
- la psychologie ;
- la biologie et la physiologie ;
- la physique ;
- la composition algorithmique ;
- la mathématique, en particulier la mathématique appliquée ;
- la statistique ;
- l’épistémologie et la sociologie des sciences.

## Applications
Les cas d’application les plus illustratifs sont les suivants :
- le détecteur de métaux et le compteur Geiger ;
- le sonar ;
- les appareils médicaux ;
- les instruments de cockpit ;
- les altimètres et thermomètres (incl. industriels) audio ;
- les instruments de détection d’activité volcanique ;
- les techniques de surveillance de phénomènes météorologiques ;
- la sonification interactive.